# 基恩·羅賓遜

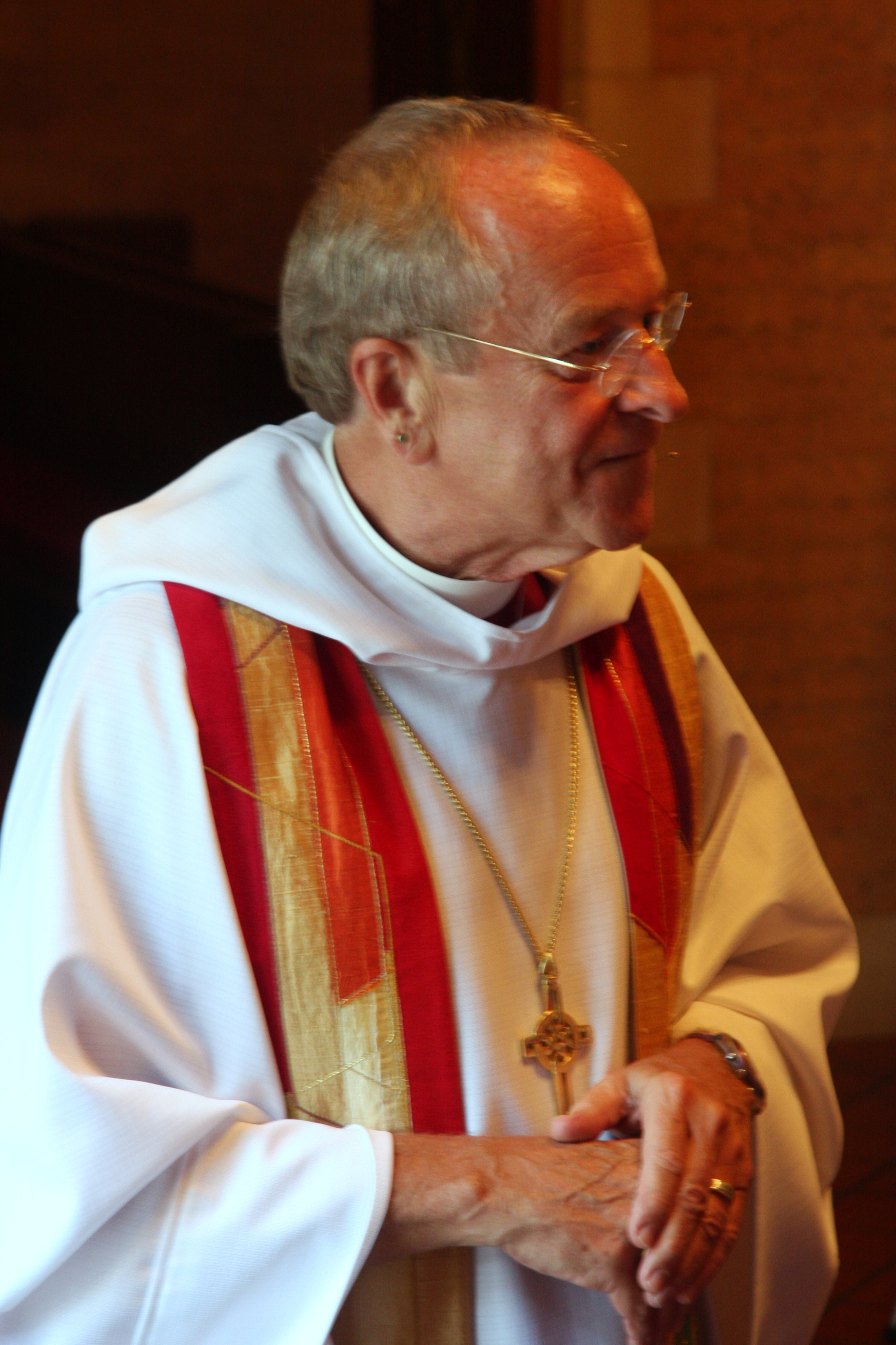
2013年的基恩·罗宾逊

基恩·羅賓遜主教（英語：Gene Robinson，1947年5月29日—），生於美國肯塔基州費耶特縣，是美国圣公会新罕布什尔教区的第九任主教。罗宾逊是一位出柜的非单身同性恋，于2003年当选主教并在2004年入驻主教办公室，为美国历史上首位公開男同性戀身份的主教。罗宾逊在1970年代就读于神学院的时候认识到自己的同性性倾向，这时他已经被任命且结婚。1986年，他公开了自己的性倾向并离婚。1988年，他开始了一段恋爱并持续至今。美国圣公会代表在圣公会大会上投票是否批准罗宾逊当选的议题上引起争议，最终以以62票支持比45票反对并通过。罗宾逊宣布他并于2013年，即65岁的时候退休。

## 早年生活
基恩·羅賓遜出生在肯塔基州一个贫困的家庭，父母是烟草农田的佃农，直到罗宾逊十岁的时候家里才通水。罗宾逊出生的时候身体十分虚弱，以至于医生断定他不能存活，但他最后幸运地活了下来。罗宾逊的童年生活充满了宗教元素，他的父母至今仍是当地基督会的成员。在童年时期，罗宾逊保持了十三年良好的主日学出勤。
1965年，罗宾逊进入田纳西州的南方大学学习，因为这所学校为他提供全额奖学金。罗宾逊原本打算学习医学，但最终选择了美国研究。在本科学习期间，罗宾逊认真考虑了从事都会工作的事，并感到这是一个对的方向。在高中和大学期间，罗宾逊思考了神学的问题，他说到“圣公会牢牢地吸引了我”。1969年，罗宾逊从南方大学毕业并获得了文学学士学位。毕业后，罗宾逊进入纽约市的圣公会大众神学院学习神学。在佛蒙特大学担任实习牧师期间，他开始与未来的妻子伊莎贝拉约会。在确定关系的一个月内，罗宾逊向伊莎贝拉坦言“害怕他的性倾向”。在结婚之间，罗宾逊表示害怕他的性倾向会给两个带来痛苦的结果。两人经过讨论后于1972年结婚。
罗宾逊在1973年获得神学硕士学位，并在同年6月被任命为新泽西州纽瓦克教区执事，在当地一所教堂内担任助理牧师。六个月后被任命为牧師。他与妻子在纽瓦克生活了两年，随后搬到了新罕布什尔。1977年，罗宾逊开始在新罕布什尔教区的委员会工作，同时研究性学，并在性学领域内与他人共同撰写了一本著作。两个女儿吉米和埃拉分别在1977年1981年出生。罗宾逊十分珍惜这段婚姻，他曾表示“孩子是我生活中非常重要的一部分，我无法想像没有吉米和埃拉的生活。我不后悔和伊莎贝拉结婚，即便没有子女。这是我生活旅程的一部分，我为什么要后悔呢”。

## 出柜与职业生涯
罗宾逊于1985年到1986年间向妻子及两人的朋友出柜，随后将部分生意交给妻子。如今两人仍是好朋友。1987年11月，罗宾逊在一次度假中遇到了他的现任恋人马克·安德鲁。1988年7月2日，罗宾逊和他的男友接受道格拉斯·瑟纳主教的祝福，两人视这为结合的正式认可。安德鲁在新罕布什尔政府工作，两个于2008年6月在新罕布什尔州康科德的圣保罗教堂登记民事结合并举行了宗教婚礼。1988年，罗宾逊成为教士，并担任新罕布什尔主教道格拉斯·瑟纳的执行助理。罗宾逊在这一职务上任职十七年直到当选为主教。

## 当选主教
2003年6月7日，罗宾逊当选新罕布什尔教区主教。

## 任命

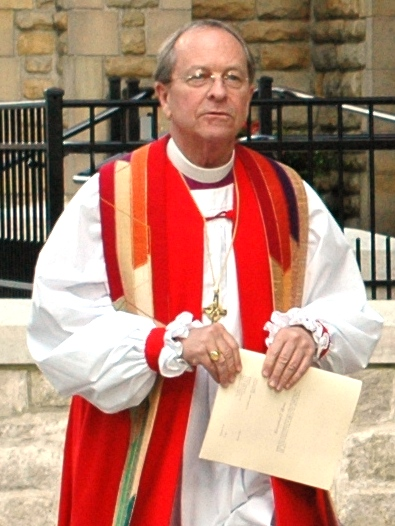
基恩·罗宾逊在2006年美国圣公会大会

新罕布什尔教区和其它美国圣公会一样，由会议选举得来，与其它直接任命主教的圣公会不同。英国国教的杰佛里·约翰事件经常被用作对比选举主教和任命主教差别的例子。杰佛里·约翰是一位长期单身的出柜同性恋，被牛津主教打算任命为雷丁教区主教。但是坎特伯雷大主教却劝说牛津主教不要实行这次任命。杰佛里事件给罗宾逊相当的压力。选举及任命仪式被安排在新罕布什尔大学的怀特摩中心举行，共有3000名观众、300名记者、200位唱诗班成员和48位主教参加。这次仪式的安保措施做得十分严格，基恩·罗宾逊穿上了防弹衣以防不测。他的父母、姐妹、子女、家人及前任妻子伊莎贝拉均参加了这次任命。
罗宾逊的上任引起了19位主教的不满。匹兹堡教区主教罗伯特·邓肯警告“（罗宾逊的上任）可能引起美国圣公会和普世圣公宗的分裂”。坎特伯雷大主教罗云·威廉斯对比评论“（罗宾逊的上任）不可避免地会对全世界的圣公宗产生影响，即使现在还不能说影响究竟会是什么”，且补充到“我个人希望美国圣公会和世界其它圣公会在做出不可撤回的决定之前认真考虑事件的影响”。已退休南非大主教德斯蒙德·图图表示不认为这有什么不对，并表示“（罗宾逊的上任）不会对南非圣公会有任何影响”。一部不满此事的圣公会成员脱离美国圣公会并组成北美圣公会教省。

## 外部連結
- 基恩·羅賓遜主教自傳